# 大塚武松
大塚 武松（おおつか たけまつ、1878年8月2日－1946年12月5日）は、日本の幕末史学者。

## 経歴
出生から修学期
1878年、山口県岩国で生まれた。東京帝国大学文科大学史学科で学び、1903年に卒業。
日本史学研究者として
1906年、東京大学史料編纂掛補助となり、まず外務省の『大日本外交文書』の編集に携わった。1911年に文部省維新史料編纂会常置委員となった。1917年に維新史料編纂会編纂官となり、『概観維新史』の執筆の中心となった。1927年、欧米留学を命じられた。1935年より東京高等師範学校教授を兼任。その他にも在任中には京都帝国大学、東京文理科大学などの講師を務めた。
1936年、『国体の本義』編纂委員となり、国史担当。
1939年、『概観維新史』編述主任に就いた。1940年に維新史料編纂官を退官し、東京女子高等師範学校教授・上智大学教授となった。
1946年に死去。

## 家族・親族
- 父：大塚慊三郎（1849－1924）は 岩国藩士。熊代慊三郞名で衆議院議員[3]。
- 妻：大塚アキ（1886-）は男爵井上光の四女[3]。
- 長男：大塚振武（1905-）は浦賀重工業社長[3]。
- 二男：井上惺三郎（1907-）は男爵平佐蕉雨の養子となり、母方の井上男爵家を継ぐ[3]。
- 三男：大塚範佐（1909－1934）は海軍大尉。館山湾で墜落事故により夭折[4][3]。
- 妹：河上ヒデ（秀、1885-）は河上肇の妻[3]。
- 弟：大塚有章（1897-1976）は共産主義活動家[3]。
- 妹：末川八重（1903-）は末川博の妻[3]。

## 著作

### 著書
- 『幕末外交史の研究』宝文館、1952年。
  - 『幕末外交史の研究』（新訂増補版）宝文館、1967年。

### 編纂
- 『維新日乗纂輯 第一』日本史籍協会〈日本史籍協会叢書〉、1925年。
- 『維新日乗纂輯 第二』日本史籍協会〈日本史籍協会叢書〉、1925年。
- 『維新日乗纂輯 第三』日本史籍協会〈日本史籍協会叢書〉、1926年。
- 『維新日乗纂輯 第四』日本史籍協会〈日本史籍協会叢書〉、1927年。
- 『維新日乗纂輯 第五』日本史籍協会〈日本史籍協会叢書〉、1928年。
- 『議奏加勢備忘  第一』（岩崎英重 共編）日本史籍協会、1926年。
- 『議奏加勢備忘  第二』（岩崎英重 共編）日本史籍協会、1926年。

『吉川経幹周旋記』(全6冊) 倉橋泰聡共編、日本史籍協会 
- 『吉川経幹周旋記 第1』1926年。
- 『吉川経幹周旋記 第2』1926年。
- 『吉川経幹周旋記 第3』1926年。
- 『吉川経幹周旋記 第4』1927年。
- 『吉川経幹周旋記 第5』1927年。
- 『吉川経幹周旋記 第6』1926年。

- 『防長四境の役』江木千之共編、1926
- 『五卿滞在記録』編、日本史籍協会(日本史籍協会叢書) 1927

『岩倉具視関係文書』(全8冊)編、日本史籍協会 (日本史籍協会叢書) 1927-1940
- 『岩倉具視関係文書 第1』1927年。
- 『岩倉具視関係文書 第2』1929年。
- 『岩倉具視関係文書 第3』1940年。
- 『岩倉具視関係文書 第4』1930年。
- 『岩倉具視関係文書 第5』1931年。
- 『岩倉具視関係文書 第6』1931年。
- 『岩倉具視関係文書 第7』1934年。
- 『岩倉具視関係文書 第8』1935年。

- 『鳥取池田家文書』(第3) 編、日本史籍協会 1927
- 『所司代日記』編、日本史籍協会(日本史籍協会叢書) 1928
- 『藩制一覧表』(全2巻) 編、日本史籍協会(日本史籍協会叢書) 1928-1929
- 『遣外使節日記纂輯』(全3冊)編、日本史籍協会(日本史籍協会叢書) 1928-1930
- 『渋沢栄一滞仏日記』編、日本史籍協会 1928
- 『朝彦親王日記』久邇宮朝彦著、編、日本史籍協会(日本史籍協会叢書) 1929
- 『嵯峨実愛日記 原題続愚林記』(全3冊)編、日本史籍協会(日本史籍協会叢書) 1929-1931
- 『橋本実梁陣中日記』編、日本史籍協会 1929
- 『吉田東洋遺稿』編、日本史籍協会 1929
- 『川勝家文書』編. 日本史籍協会(日本史籍協会叢書) 1930
- 『夷匪入港録』(全2冊)編、日本史籍協会(日本史籍協会叢書) 1930-1931
- 『採襍録』(全2冊)編、日本史籍協会(日本史籍協会叢書) 1931
- 『楫取家文書』(全2冊) 編、日本史籍協会, 1931
- 『広沢真臣日記』編、日本史籍協会, 1931
- 『長崎警衛記録』井上信元著、編、日本史籍協会 (日本史籍協会叢書) 1932
- 『明治戊辰局外中立顛末』編. 日本史籍協会(日本史籍協会叢書) 1932
- 『薩藩出軍戦状』(全2冊) 編. 日本史籍協会(日本史籍協会叢書) 1932-1933
- 『川路聖謨文書』(全8冊)藤井甚太郎共編、日本史籍協会(日本史籍協会叢書) 1932-1934
- 『中山忠能履歴資料』(全10冊)藤井甚太郎共編、日本史籍協会(日本史籍協会叢書) 1932-1935
- 『尾崎忠征日記』(全2冊)編、日本史籍協会 1932
- 『徳川昭武滞欧記録』(1-3) 編、日本史籍協会 1932

## 関連資料
- 遠山茂樹（著）、横浜開港資料館（編）「覚書 維新史料編纂事務局と大塚武松先生について」『横浜開港資料館紀要』第18巻、横浜市ふるさと歴史財団、2000年3月、67-77頁。